# Rudolf Bommer
Rudolf "Rudi" Bommer (Aschafemburgo, 19 de agosto de 1957) é um treinador ex-futebolista profissional alemão, medalhista olímpico 

## Carreira
Rudi Bommer ganhou a medalha de bronze nos Jogos Olímpicos de Verão de 1988.